# Papillennekrose
Als Papillennekrose bezeichnet man das Absterben von Gewebe (Nekrose) durch Mangeldurchblutung (Ischämie) im Bereich der Nierenpapillen.
Eine Papillennekrose entsteht vor allem bei chronischer interstitieller Nephritis. Früher spielte auch die längere Einnahme des Schmerzmittels Phenacetin (Analgetikanephropathie) als Auslöser eine Rolle, in der Tiermedizin die Langzeitgabe von Phenylbutazon. Eine akute Papillennekrose tritt vor allem im Zusammenhang mit Harnwegsinfekten und bakterieller interstitieller Nephritis auf, wie sie häufig bei Diabetikern auftreten. Aber auch Bluthochdruck, obstruktive Nephropathie, Nierensteine, Sichelzellenanämie, Hypokaliämie, Hyperkalzämie, Bleivergiftung und Strahlenkrankheit können eine Papillennekrose auslösen. Die Papillennekrose tritt häufig beidseitig auf, es kann eine oder auch alle Nierenpapillen betroffen sein. Durch Abstoßung oder totales Absterben kommt es schließlich zum Verlust der Nierenpapillen. Gelegentlich können verkalkte Reste im Nierenbecken vorhanden sein.
Die seltenere akute Papillennekrose infolge eines Harnweginfekts zeigt sich in Sepsis mit hohem Fieber, Hämaturie und Bauchschmerz. Viel häufiger ist die chronische Papillennekrose, die zunächst ohne klinische Symptome abläuft. Erst wenn ein Nierenversagen oder eine akute Abstoßung von Papillen stattfindet, zeigen sich Symptome. Letzteres zeigt sich in Hämaturie und Schmerzen, sekundär kann eine Harnleiterobstruktion entstehen.
Zur Diagnostik kann eine Urografie durchgeführt werden, die im Anfangsstadium allerdings auch ohne Befunde sein kann. Später treten Kontrastmittelaussparungen, im weiteren Verlauf auch Kalkschatten auf. Besteht wegen Nierenversagen eine Kontraindikation für Kontrastmittel (→ kontrastmittelinduzierte akute Nierenschädigung) kann eine retrograde Darstellung durchgeführt werden.
Bei schweren Infektionen ist eine Antibiotikatherapie angezeigt. Wenn einseitig ein akut verschlechterter chronischer Zustand vorliegt, muss chirurgisch unter Umständen eine Nephrektomie durchgeführt werden, allerdings ist häufig auch die anderen Niere erkrankt.